# لن أغفر أبدا (فلم)
لن أغفر أبدا فيلم مصري تم إنتاجه في مصر 28 ديسمير 1981 ومدة الفيلم 100 دقيقة.

## طاقم العمل

### أبطال الفيلم
- نورا
- نور الشريف
- سعيد صالح
- عبدالمنعم إبراهيم
- عمر صلاح الدين
- عفاف رشاد
- علي الشريف
- هانم محمد
- علية عبدالمنعم
- حسين محمود
- لويس
- يوسف عيد
- فخري عازر
- شكري منصور
- الطوخي توفيق
- رأفت راجي
- خليل مرسي
- عبدالغني ناصر
- قدرية كامل
- سيد مصطفى
- علية علي
- حسين الشريف
- مصطفى كمال
- سيد الصاوي

### ديكور
- فهيم حماد   (مهندس الديكور)
- غسان سالم   (منفذ الديكور)
- حسين الشريف   (منسق المناظر)

### مونتاج
- صلاح عبد الرزاق   (مونتير)
- وداد راغب   (نيجاتيف)
- صلاح خليل.   (مركب الفيلم)

### تأليف
- ماهر إبراهيم   (قصة وسيناريو وحوار)
- محمد أبو زيد (سيناريو وحوار)
- فاروق سعيد   (سيناريو وحوار)

### إخراج
- سيد طنطاوي   (مخرج)
- السعيد مصطفى (مخرج مساعد)
- محمد مرزوق   (م. مخرج ثان)

### تصوير
- عصام فريد   (مدير التصوير)
- فتحي إبراهيم   (م. مصور)

### معمل
- ستوديو مصر (الطبع والتحميض)
- صلاح عطية   (مدير المعمل)

### مكياج
- علي إمام (ماكيير)
- سامي صيام   (م. ماكيير)

### إنتاج
- أفلام الأنورا العربية (منتج)
- عبد المسيح (منتج فني)

### توزيع
- الشركة اللبنانية للتجارة والاستثمار السينمائي (صبّاح إخوان)   (موزع خارجي)
- أفلام صوت الفن (محمد عبد الوهاب - عبد الحليم حافظ - وحيد فريد) (موزع داخلي)

### صوت
- جميل عزيز   (مهندس الصوت)

### جرافيكس
- صلاح حبيب   (التتر)

### فوتوغراغيا
- محمد بكر (مصور فوتوغرافيا)

### كاستينج
- علي أيوب   (ريجيسير)

### موسيقى
- كمال هلال   (الموسيقى التصويرية)